# پروفسور تورنسل

پروفسور تورنسل

پروفسور تریفون تورنسل (فرانسوی: Professeur Tryphon Tournesol‎؛ ‏ [pʁɔ.fɛ.sœʁ tʁi.fɔ̃ tuʁ.nə.sɔl]؛ ‏) یا در نسخه‌های انگلیسی‌زبان «کاتبرت کَلکیولِس» یک شخصیت خیالی در ماجراهای تن‌تن و میلو اثر کاریکاتوریست بلژیکی هرژه است. او دوستِ تن‌تن، یک نابغهٔ حواس‌پرت و سر به‌هوا و همچنین فیزیکدانی نیمه‌ناشنوا است که بسیاری از دستگاه‌های پیچیده مورد استفاده در این سری داستان‌ها را اختراع کرده است، از جمله یک زیردریایی کوسه‌شکل یک‌نفره، موشک ماه‌پیما و یک سلاح فراصوت. ناشنوایی او منشأ شوخی‌ها و اتفاقات بامزه‌ای در کتاب‌هاست، زیرا او آنچه را که «فکر می‌کند» شنیده است، معمولاً با واژگانی دور از ذهن تکرار می‌کند. او قبول ندارد که تقریباً ناشنوا است و اصرار دارد که تنها در یک گوشش، کمی کم‌شنوا شده و گاهی برای بهتر شنیدن از کرنای گوش (گوشیار) استفاده می‌کند.
پروفسور تورنسل نخستین بار در گنج‌های راکام ظاهر شد (به‌طور دقیق‌تر در یک پیش‌نشر روزنامه‌ای در ۴ تا ۵ مارس ۱۹۴۳)، و نتیجه تلاش طولانی هرژه برای خلق یک دانشمند دیوانه یا نابغهٔ حواس‌پرت بود. اگرچه هرژه شخصیت‌هایی با ویژگی‌های مشابه را در داستان‌های قبلی‌اش گنجانده بود، اما پروفسور تورنسل به تدریج مبدل به چهره و شخصیتی بسیار پیچیده‌تر شد.

## تاریخچهٔ شخصیت

پروفسور تورنسل learned ساواته را در دانشگاه آموخته است، اما در میانسالی تا حدودی مهارت‌های خود را از دست داده بود.

پروفسور تورنسل نابغه‌ای است که در سرتاسر این مجموعه داستان‌ها، خود را به‌عنوان متخصص در بسیاری از زمینه‌های علمی نشان می‌دهد و دارای سه دکترا در حوزه‌های فیزیک هسته‌ای و فیزیک نظری و علوم سیاره‌ای است. او همچنین یک مهندس، باستان‌شناس، زیست‌شناس و شیمی‌دان با تجربه است. بسیاری از اختراعات او پیش از پیشرفت‌های تکنولوژیکی مشابه در دنیای واقعی رخ داده‌اند (به‌ویژه موشک ماه‌پیما، و همچنین تلاش ناموفقش برای ساخت تلویزیون رنگی). او به دنبال این است که از طریق اختراعات خود به بشریت خدمت کند، دارویی می‌سازد که شرب خمر را با ناخوشایند ساختنِ الکل برای فرد، درمان می‌کند، و علیرغم فشارهای زیاد از ارائه استعدادهای خود برای تولید جنگ‌افزار کشتارجمعی خودداری می‌کند. او همچنین در داستان کوسه‌های دریای سرخ، در تلاش برای ساخت اسکیت‌های غلتکی قابل هدایت است، اگرچه محصول نهایی هرگز نشان داده نمی‌شود، زیرا این اختراع صرفاً یک موضوع فرعی در طرح کلی داستان است. بسیاری از کارهای خطرناک‌تر پروفسور تورنسل توسط کاپیتان هادوک مورد انتقاد قرار می‌گیرد، اما پروفسور تورنسل معمولاً این نقدها و اعتراض‌های او را برعکس تفسیر می‌کند: ناشنوایی او در غالب موارد سبب می‌شود تا او سخنان هادوک را اشتباه تفسیر کند و او را از شنیدن و درک نظر واقعی کاپیتان هادوک دربارهٔ خود بازمی‌دارد.
ناشنوایی پروفسور تورنسل سرمنشاء اتفاقات مکرر طنز در تعامل او با افراد دیگر است، زیرا او معمولاً آنچه را که فکر می‌کند شنیده است، با واژگانی دور از ذهن تکرار می‌کند. علاوه بر این، او در بیشتر مواقع با پاسخ دادن به اظهارنظری که اشتباه فهمیده است، موضوع گفتگو را منحرف می‌کند. به‌عنوان مثال، «اما من هرگز نمی‌دانستم که شما …» را پاسخ می‌دهد: «نه، مرد جوان، من دیوانه نیستم!» در همان کتاب او معتقد است که تن‌تن و هادوک در مورد خواهرش صحبت می‌کنند، تا اینکه چند لحظه بعد، به یاد می‌آورند که او اصلاً خواهر ندارد. پروفسور تورنسل از این نقصش ناراحت نیست، با آنکه باعث ناامیدی عمیق دوستانش است. او خودش به هیچ وجه باور ندارد که تقریباً ناشنوا است و اصرار دارد که «فقط در یک گوشش کمی سخت‌شنوا شده است».
با این حال، در جریان ماجراهای کرهٔ ماه، پروفسور تورنسل گروهی از دانشمندان و مهندسان را هدایت می‌کند که بر روی یک پروژه فضایی بزرگ کار می‌کنند، و این مسئولیت خطیر، او را وامی‌دارد تا از یک کرنای گوش (گوشیار) و بعداً یک سمعک استفاده کند، و در باقی این ماجراجویی، شنوایی‌اش تقریباً کامل است. این تغییر او را به یک شخصیت جدی‌تر تبدیل می‌کند و حتی توانایی رهبری را از خود بروز می‌دهد که پیش‌تر یا پس از این ماجرا در او دیده نشده بود. با این حال، پس از اتمام سفر به ماه، پروفسور تورنسل سمعک خود را دور انداخت و دوستانش را مجبور کرد تا با نقص شنوایی او بسازند (به غیر از صحنه‌ای در جواهرات کاستافیوره که تن‌تن در حال صحبت کردن با او، از طریق گوشیار دیده می‌شود). این امر ماجراهای بامزه و فکاهی او را دورباره زنده کرد. البته این احتمال هم وجود دارد که پروفسور تورنسل ناشنوایی خود را مفید بداند زیرا او را قادر می‌سازد روی کارهای مهم خود تمرکز کند (که مسئله مهم و مفیدی در ماجرای تورنسل است زیرا او مشغول کار بر روی یک تکنولوژی فراصوت است).
پروفسور تورنسل یک آزمایشگاه در کاخ مولینسار دارد که در آن آزمایش‌های مختلفی را انجام می‌دهد. او معمولاً با کسی دربارهٔ کارهایش حرفی نمی‌زند و حتی گاهی تلاش‌های علمی خود را از تن‌تن و هادوک پنهان می‌کند (و همین موضوع او را در ماجرای تورنسل به دردسر می‌اندازد). آزمایشگاه او نیز در همان کتاب عاری از تمام دستگاه‌های پیشرفته‌اش شده است. پیش‌تر، در جریان تلاش‌های خود برای یافتن پادزهری برای «فرمول چهارده» در سرزمین طلای سیاه، پروفسور تورنسل تقریباً نیمی از کاخ مولینسار را در یک انفجار نابود می‌کند.
گرچه پروفسور تورنسل عموماً شخصیتی ملایم (و تا حدودی فراموشکار) است، اما اگر احساس کند به او توهین شده یا مورد تمسخر قرار گرفته‌اند، دچار خشمی بی‌سابقه می‌شود. به‌خصوص اگر بشنود که کاپیتان هادوک (یا هر کس دیگری) او را به «ادا و اطوار درآوردن» متهم می‌کند، به‌شدت برآشفته می‌شود. در یکی از رخدادهای معروف هدف کره ماه، کاپیتان هادوک که از کندی کارها کلافه شده، او متهم می‌کند که به جای ساخت موشک ماه‌پیما فقط دارد ادا و اطوار درمی‌آورد. در نتیجه، پروفسور تورنسل ناگهان دچار عصبانیت غیرقابل کنترلی می‌شود («ادا و اطوار، من؟») در اینجا جنجال و بی اعتنایی آشکار پروفسور تورنسل به مسائل امنیتی، کاپیتان هادوکی را که معمولاً سرخوش است به وحشت می‌اندازد. پروفسور تورنسل حتی مدیر امنیت داخلی را که سعی داشت جلوی راهش را بگیرد، به قلاب رخت‌آویز وصل می‌کند. رخدادی دیگر در پرواز شماره ۷۱۴ است که پروفسور تورنسل به دلیل یک سوء تفاهم، به لازلو کاریداس حملهٔ فیزیکی می‌کند و کاپیتان هادوک و تن‌تن با تلاش زیاد او را عقب می‌کشند. در همان کتاب، با وجود ناشنوایی، باز هم او می‌شنود که کاپیتان هادوک می‌گوید او ادا و اطوار درآورد، اما هادوک بی معطلی از بروز یک واکنش عصبی شدید جلوگیری می‌کند. پیش‌تر در کتاب گنج‌های راکام، برای چند لحظه با اخم نشان داده می‌شود که فکر می‌کند کاپیتان به او دروغ گفته که تن‌تن برای پاروزنی رفته است، در حالی که تن‌تن در واقع به‌منظورِ جستجوی گنج، غواصی می‌کرده است. پروفسور تورنسل علیرغم طبیعت ملایمش، نسبت به کار خود حساس است و هیچ‌گونه مسخره شدن یا تحقیر تلاش‌های علمی خود را تحمل نمی‌کند.
با وجود همه اینها، دوستانش - فارغ از اینکه چه اتفاقی می‌افتد - به او علاقمند و وفادارند. هادوک از او دعوت کرد تا در کاخ مولینسار بماند و این پیشنهاد پس از آنی است که پروفسور تورنسل متوجه شد که این قصر، خانهٔ آبا و اجدادی کاپیتان است و به لطف پولی که از طریق فروش حق ثبت اختراع زیردریایی کوسه خود به دست آورده بود، آن را به نام او خریداری می‌کند. او این کار را به این دلیل انجام داد که هادوک و تن‌تن در هنگام جستجوی گنج‌های راکام این فرصت را برای او فراهم کرده بودند که زیردریایی را آزمایش کند. تن‌تن و هادوک دست‌کم در دو نوبت (معبد خورشید و ماجرای تورنسل) دور دنیا می‌زنند تا او را از دست آدم‌ربایان نجات دهند.
پروفسور تورنسل گهگاه ادعا می‌کند که در جوانی یک ورزشکار بزرگ بوده و سبک زندگی‌اش هم بسیار ورزشی بوده است. او یک ورزشکار سابق ساواته (هنرهای رزمی فرانسوی) است، اگرچه هنگام بازنمایاندن آن در پرواز شماره ۷۱۴ نشان می‌دهد که مهارتش کمی رنگ‌ورو رفته و افت‌کرده است.

## اقتباس و الهام

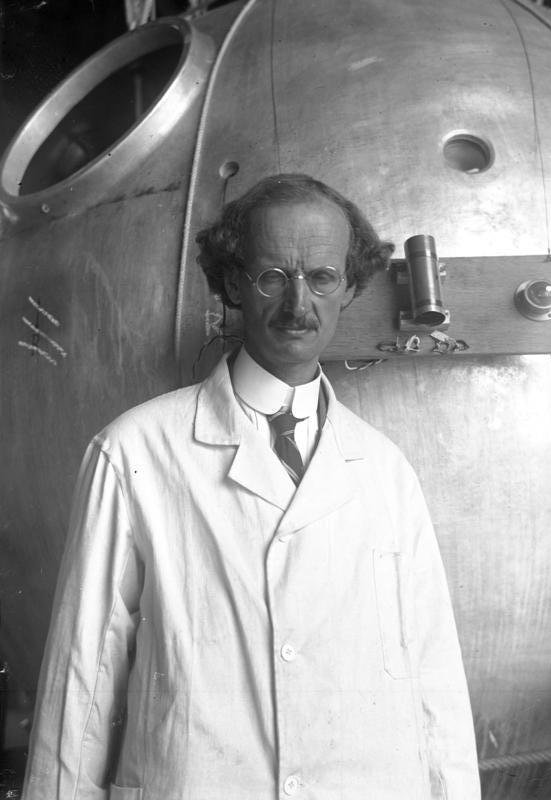
اگوست پیکار فیزیکدان، مخترع و مکتشف سوئیسی در سال ۱۹۳۲

شخصیت پروفسور تورنسل تا حدی از مخترع سوئیسی اگوست پیکار (۱۹۶۲–۱۸۸۴) الگوبرداری شده است. هرژه در مصاحبه‌ای با نوما سادول گفت: «پروفسور تورنسل یک پیکارد در مقیاس کوچک است، زیرا پیکارد بسیار بلندقد بود. او گردنی بسیار دراز داشت که از یقه لباسش بیرون می‌زد و واقعاً دراز بود… من پروفسور تورنسل را یک «مینی پیکارد» ساختم، وگرنه باید قاب‌های نقاشی کتاب‌ها را بزرگ‌تر می‌کردم» استاد فیزیک سوئیسی یک دورهٔ آموزشی در بروکسل برگزار کرد و همان موقع بود که هرژه چهره بی‌نظیر او را در خیابان دید. بیانکا کاستافیوره در جواهرات کاستافیوره اشاره می‌کند که پروفسور تورنسل به خاطر صعودهایش با بالون معروف است که اشاره ای کنایه آمیز به پیکارد است.
فیلیپ گودان معتقد است که ناشنوایی پروفسور تورنسل از «پال اید» الهام گرفته شده است، که هرژه او را در لو ونتیم سیکل می‌شناخت؛ همان روزنامه‌ای بلژیکی که ماجراهای تن‌تن نخستین بار در آن منتشر شد. نام کوچک اصلی فرانسوی پروفسور تورنسل «تریفون» است و که نام کوچک لوله‌کش منزل هرژه بود.
برخلاف شایستگی‌های علمی غیرقابل انکار، پروفسور تورنسل به گمانه‌زنی و دُخاله‌زنی معتقد است و آونگی را برای این منظور حمل می‌کند. خود هرژه هم به این موضوع معتقد بود: گمانه‌زن هلندی ویکتور مرتنز از یک آونگ برای یافتن حلقه ازدواج گمشده همسر هرژه در اکتبر ۱۹۳۹ استفاده کرده بود.

## پروفسور تورنسل و شخصیت‌های هم‌رده
پیش از اینکه پروفسور تورنسل در گنج‌های راکام ظاهر شود، هرژه صاحب‌نظران و دانشمندان بسیار تحصیل‌کرده اما عجیب‌وغریب دیگری را در داستان‌هایش معرفی و ارائه کرده بود، مانند موارد زیر:
- سوفوکل سارکوفاگوس در سیگارهای فرعون که پیش از دیوانگی کامل، نشانه‌هایی از دست و پا چلفتی بودن و فراموشکاری را از خود نشان می‌داد.
- پروفسور حواس‌پرتی که در گوش شکسته ظاهر شد و عینک خود را فراموش کرد، کُت نظافتچی خود را پوشید، عصایش را همچون چتر وارونه نگه داشت، یک طوطی را با مردی اشتباه گرفت و کیفش را کنار تیر چراغ جا گذاشت. در نسخه اصلی منتشرشده در سال ۱۹۳۵ نام او به نام «پروفسور اقلیدس» بود که ملهم از ریاضیدان نامدار یونانی و «پدر هندسه» بود.
- پروفسور هکتور آلمبیک در عصای اسرارآمیز که عادت بدی داشت که سیگارهایش را روی زمین بیندازد.
- دو دانشمند ستاره‌شناس در ستاره اسرارآمیز نیز رفتار غیرعادی و در یک مورد دیوانه‌وار از خود نشان دادند: «پروفسور فیلیپولوس» یا «فیلیپولوس پیامبر» جلوه‌ای از معضلاتی بود که اعتقادات مذهبی در برابر پژوهش‌های علمی ایجاد می‌کند. در مورد او، زمانی درگیری‌های ذهنی و دیوانگی‌اش نمایان شد که به نظر می‌رسید آخرالزمان قریب‌الوقوع است. او سپس با پوشیدن ملحفه و کوبیدن بر یک گونگ در شهر پرسه می‌زد تا در مورد این رویداد هشدار دهد و بعداً در همان شب حرکت هیئت علمی اعزامی برای یافتن یک شهاب سنگ را دچار اخلال کرد. همکار او، «پروفسور دسیموس فوستل»، اگرچه دیوانه نبود، اما مشتاقانه منتظر پایان جهانی بود که پیش‌بینی‌اش او را به شهرت می‌رساند. برعکس همکارش، او در طول سفر تجسسی، جستجوی شهاب سنگ را متوقف کرد تا به یک کشتی وامانده کمک کند، و اینجا بود نشانه‌های سلامت عقل را از خود نشان داد.

به نظر می‌رسد که معرفی پروفسور تورنسل، به هرژه این امکان را داد تا طبیعت عجیب و غریبی را که می‌خواست در یک دانشمند به تصویر بکشد، در داستان‌هایش ارائه کند. پیش‌تر در داستان‌هایش، سایر دانشمندان یا افراد دارایِ تحصیلات عالی، معمولاً باثبات‌تر و معقول‌تر نشان داده می‌شدند؛ مثلاً هیئت باستان‌شناسی اعزامی که قربانی هفت گوی بلورین می‌شوند، هیچ نشانه آشکاری از خل‌وضعی یا افکار نامتعارف ندارند. برجسته‌ترین عضو این گروه، دوست پروفسور تورنسل، «هیپولیت برگاموت» است که با او هم‌دانشگاهی بوده است. برگاموت مردی درشت‌اندام و سرزنده است که طبیعتی شاد دارد، اما لزوماً رفتارش نامتعارف نیست.
پروفسور تورنسل هنگامی که در کار خود غرق می‌شود گوشه‌گیر، نجوش و درون‌گرا به نظر می‌رسد، اما با این حال با دانشمندان دیگر مکاتبه می‌کند و همچنین با بسیاری از آنها در پروژه‌های خود همکاری دارد. او با آقای باکستر و فرانک وُلف روی ساخت موشک ماه‌پیما کار می‌کند و با پروفسور آلفردو توپولینو متخصص فیزیک فراصوت از نیون در ماجرای تورنسل مکاتبه می‌کند.

## روابط با زنان
پروفسور تورنسل تنها شخصیت اصلی مجموعه تن‌تن است که نشانه‌هایی از کشش به سوی زنان را در خود دارد. این کشش به‌طور قابل توجهی در تعاملات او با بیانکا کاستافیوره مشهود است و در طول اقامت طولانی‌مدت این خواننده در کاخ مولینسار در جواهرات کاستافیوره به او علاقمند می‌شود. در طول اقامت کاستافیوره، آزمایش‌های گیاه‌شناسی او سبب ایجاد گونه جدیدی از گل رز سفید می‌شود که آن را به افتخار او نامگذاری می‌کند. با این وجود، او با خوشحالی به کاپیتان هادوک به خاطر «نامزدی» اش با کاستافیوره (که در واقع یک فریب رسانه ای است که او ناخواسته بدان دامن زد) تبریک می‌گوید.
پروفسور تورنسل همچنین از زندانی شدن کاستافیوره در تن‌تن و پیکاروها مضطرب است و مصمم است که از او دفاع کند. در همان کتاب، او مجذوب «پگی آلکازار» (همسر بی‌ریخت ژنرال آلکازار) می‌شود و در حالی که پگی مشغول انتقاد صریح از تن‌تن و هادوک است (و پروفسور تورنسل به اشتباه فکر می‌کند که در حال تعریف از آنهاست) دست او را می‌بوسد.

## در سایر رسانه‌ها

پروفسور تورنسل فواید روغن آشپزی Fruit d'or خود را سرپیشخدمت کاخ نستور توضیح می‌دهد.

پروفسور تورنسل همچنین به کرات در مجموعه تلویزیونی ماجراهای تن‌تن اثر هرژه محصول بلویزیون استودیوز در سال‌های ۱۹۵۷ تا ۱۹۶۳ و همچنین در دیگر اقتباس‌های کمیک آن به نمایش درآمد. مجموعه تلویزیونی بلویزیون استودیوز به دلیل به تصویر کشیدن پروفسور تورنسل با شنوایی کامل قابل توجه است.
نام خانوادگی پروفسور تورنسل در زبان فرانسوی به معنای «آفتابگردان» است. در دهه‌های ۱۹۷۰ و ۱۹۸۰، او در یک سری تبلیغات تلویزیونی کارتونی برای محصولات شرکت فرانسوی «فروئی دور» (Fruit d'or) که شامل روغن پخت‌وپز و سس مایونز ساخته شده از روغن آفتابگردان بود، ظاهر شد. برخی از آگهی‌ها با شناور شدن او در هوا به پایان می‌رسند تا نشان دهند چگونه تعادل طبیعی و سلامت را حفظ می‌کنند. شخصیت‌های دیگری از کتاب‌ها نیز در این آگهی‌های تبلیغاتی گنجانده شده بودند.